# Bureau de poste de Humboldt
Le Bureau de poste de Humboldt (en anglais : Humboldt Post Office) est un bâtiment classé situé à Humboldt, en Saskatchewan, au Canada.
Ce bureau de poste a été classé Lieu historique national du Canada le 6 juin 1977. Outre sa conception, il « symbolise l'extension des services fédéraux dans l'ouest du pays ». Il a ensuite été désigné bien patrimonial municipal en 1984 et désigné bien patrimonial provincial en 2010,.